# Мусинский, Альберт Эдуардович
Альбе́рт Эдуа́рдович Муси́нский (1 января 1957, Карши, Кашкадарьинская область, Узбекская ССР, СССР) — советский и российский музыкант, саксофонист, кларнетист. Артист-концертмейстер симфонического оркестра Марийского театра оперы и балета имени Э. Сапаева (с 1980). Народный артист Республики Марий Эл (2006).

## Биография
Родился 1 января 1957 года в городе Карши Кашкадарьинской области Узбекистана в семье военнослужащего. 
В 1976 году окончил Йошкар-Олинское музыкальное училище имени И. С. Палантая, в 1981 году — Казанскую государственную консерваторию (класс кларнета профессора А. Г. Гильфанова). Во время учёбы в Казанской консерватории играл в оркестре Татарского государственного театра оперы и балета. 
Преподавал в Йошкар-Олинском музыкальном училище, детской музыкальной школе, музыкально-художественной школе-интернате № 1 г. Йошкар-Олы, Марийском колледже культуры и искусств имени И. С. Палантая.
С 1980 года — артист-концертмейстер симфонического оркестра Марийского театра оперы и балета имени Э. Сапаева.   
В 1999 году ему присвоено звание «Заслуженный артист Республики Марий Эл», а в 2006 году — почётное звание «Народный артист Республики Марий Эл». Имеет дипломы международных и всероссийских музыкальных конкурсов, почётные грамоты и благодарности. 
В настоящее время живёт и работает в Йошкар-Оле. 

## Музыкальная деятельность
В Марийском театре оперы и балета имени Э. Сапаева является артистом оркестра (кларнет) и участником театрального квинтета духовых инструментов (В. Яшмолкин — флейта, В. Бердинский — гобой, Ю. Дмитриев — фагот, В. Грачёв — валторна), пропагандирующего марийскую профессиональную музыку.
Наряду с классической музыкой занимается и джазом. Является солистом эстрадного оркестра «Орбита», а с 1985 года — незаменимым участником джаз-квинтета «Тайм-блюз».
Бывал на гастролях по городам России и за рубежом: в Венгрии (1983), Германии (1999, с джаз-квартетом), Катаре (2007), Великобритании (2018).
Воспитал несколько десятков музыкантов, которые работают в разных театрах России.

## Признание
- Народный артист Республики Марий Эл (2006)[1][2][7]
- Заслуженный артист Республики Марий Эл (1999)[1][2]
- Благодарность Главы Республики Марий Эл (2018)[3]
- Благодарность Государственного Собрания Республики Марий Эл (2012)[3]